# Kevin Lynch (cestista)
Kevin Joseph Lynch (Bloomington, 24 dicembre 1968) è un ex cestista statunitense, professionista nella NBA, in Spagna e in Germania.

## Carriera
È stato selezionato dagli Charlotte Hornets al secondo giro del Draft NBA 1991 (28ª scelta assoluta).